# Křelov-Břuchotín
Křelov-Břuchotín là một làng thuộc huyện Olomouc, vùng Olomoucký, Cộng hòa Séc.